# Hoppe (bier)
Hoppe is een Belgisch pilsbier.
Het bier wordt gebrouwen in Brouwerij Van Steenberge te Ertvelde in opdracht van de Gentse drankenspeciaalzaak De Hopduvel.
Het is een blond bier van lage gisting met een alcoholpercentage van 5%.